# Йозеф Майзінгер
Йозеф Альберт Майзінґер (нім. Josef Albert Meisinger; 14 вересня 1899, Мюнхен — 7 березня 1947, Варшава) — штандартенфюрер СС, співробітник гестапо і СД.

## Життєпис
Закінчив чотирикласну народну школу. Відвідував гімназію Луітпольда і реальну гімназію в Мюнхені. 23 грудня 1916 року записався добровольцем до армії. 17 липня 1917 року вирушив на Західний фронт в складі мінометного батальйону 230-ї роти 30-го резервного піхотного полку. Дослужився до віце-фельдфебеля, був важко поранений. 18 січня 1919 року демобілізований.
У квітні 1919 року вступив в Добровольчий корпус Еппа, брав участь у боях проти Баварської радянської республіки. У березні-квітні 1920 року брав участь у боях в Рурі. З липня 1919 по 30 вересня 1920 року працював клерком у Баварському торговому банку, з 1 жовтня 1920 по 30 вересня 1922 року — інспектор мюнхенського суду. 1 жовтня 1922 року переведений в поліцію Мюнхена. Як командир 3-го взводу 2-ї роти Добровольчого корпусу Оберланд взяв участь у Пивному путчі.
У 1933 році вступив в СС (№ 36 134) і НСДАП (№ 3 201 697). З березня 1933 по травень 1934 року служив у гестапо Баварії, був близьким співробітником Рейнгарда Гейдріха і Генріха Мюллера. У травні 1934 року перейшов в Прусське гестапо, де очолив відділи II 1 H і II H 1, які відповідали за структуру НСДАП, стеження всередині партії і переслідування гомосексуалів. Підготував ряд компрометуючих документів на Ернста Рема. З 1935 р. керував відділом II S з питань гомосексуалів, з 1936 р. — PP II H по боротьбі з гомосексуальністю і абортами. Один з організаторів справи Бломберга-Фріча, в ході слідчого процесу був відправлений до Єгипту для збору доказів гомосексуальних контактів Фріча. Своїми діями викликав критику своїх співробітників: Мюллер постійно скаржився на нього, а Вернер Бест описував його як примітивну людину з брутальними методами. В результаті Майзінґер був переведений з гестапо в архів СД, а з вересня 1939 р. став заступником командира айнзатцгрупи IV в Польщі.
У жовтні 1939 — березні 1941 року — керівник поліції безпеки і СД в окрузі Варшава. Його заходи з розстрілу мирних жителів були визнані керівництвом рейху «надто радикальними». За свою діяльність отримав прізвисько «Варшавський м'ясник». Брав участь у створенні Варшавського гетто. У 1940 році Вальтер Шелленберг передав керівництву СС компромат на Майзінґера. Генріх Гіммлер розпорядився віддати Майзінґера суду і розстріляти його, проте Майзінґер був врятований Гейдріхом, який відправив його до Японії. У березні-квітні 1941 року Майзінґер працював в РСХА, з квітня 1941 року — аташе з питань поліції при німецькому посольстві в Токіо, а також уповноважений СД по Японії.
В Японії подружився з Ріхардом Зорге і став для нього одним з головних джерел інформації. Славився в Токіо азартним гравцем в покер, якось під час гри застрелив капітана німецького торгового флоту, але це зійшло йому з рук. В цілому, Майзінґер продемонстрував свою повну некомпетентність, у Берліні Йоахім фон Ріббентроп навіть порушував питання про відкликання Майзінґера. Останній намагався довести зворотне: наприклад, планував підняти повстання в Тибеті під керівництвом авантюриста Ігнаца Требіча, з яким познайомився в Шанхаї. Брав участь у гоніннях євреїв: так, 1941 року Майзінґер зажадав у японської адміністрації знищити близько 18 000 єврейських біженців з Німеччини та Австрії, які перебували в гетто Шанхая.
6 вересня 1945 року був заарештований американською владою в Йокогамі і 17 грудня 1946 року виданий Польщі. У 1947 році засуджений Верховним національним судом у Варшаві до смертної кари і повішений.

## Нагороди[3]
- Залізний хрест 2-го класу
- Нагрудний знак «За поранення» в чорному
- Хрест «За військові заслуги» (Баварія)
- Орден крові (9 листопада 1933)
- Почесний хрест ветерана війни з мечами
- Йольський свічник
- Медаль «За вислугу років у СС» 4-го ступеня (4 роки) (1937)
- Застібка до Залізного хреста 2-го класу
- Медаль «За вислугу років у СС»
  - 3-го ступеня (8 років) (1941)
  - 2-го ступеня (12 років) (1945)
- Медаль «За вислугу років в НСДАП» в бронзі (10 років) (1943)
- Медаль «За вислугу років у поліції» 3-го і 2-го ступеня (18 років)